# Shidehara Kijūrō
Det här är en artikel om en person med japanskt personnamn; Shidehara är familjenamnet.
Shidehara Kijūrō, född 13 september 1872 i Kadoma, död 10 mars 1951 i Tokyo, var en japansk diplomat och politiker. Shidehara inträdde på diplomatbanan 1896, blev minister i Nederländerna 1914, biträdande utrikesminister 1915 och ambassadör i USA 1919. Han utnämndes till baron 1920, var delegat vid flottkonferensen i Washington 1921—22, utrikesminister 1924—27 och 1929—31. Han var ledamot av överhuset från 1925. Efter Japans kapitulation 1945 bildade Shidehara regering; han avgick med kabinettet efter parlamentsvalen 1946, blev ordförande i krigsundersökningskommissionen och var till maj 1947 minister utan portfölj.